# Gato bicolor

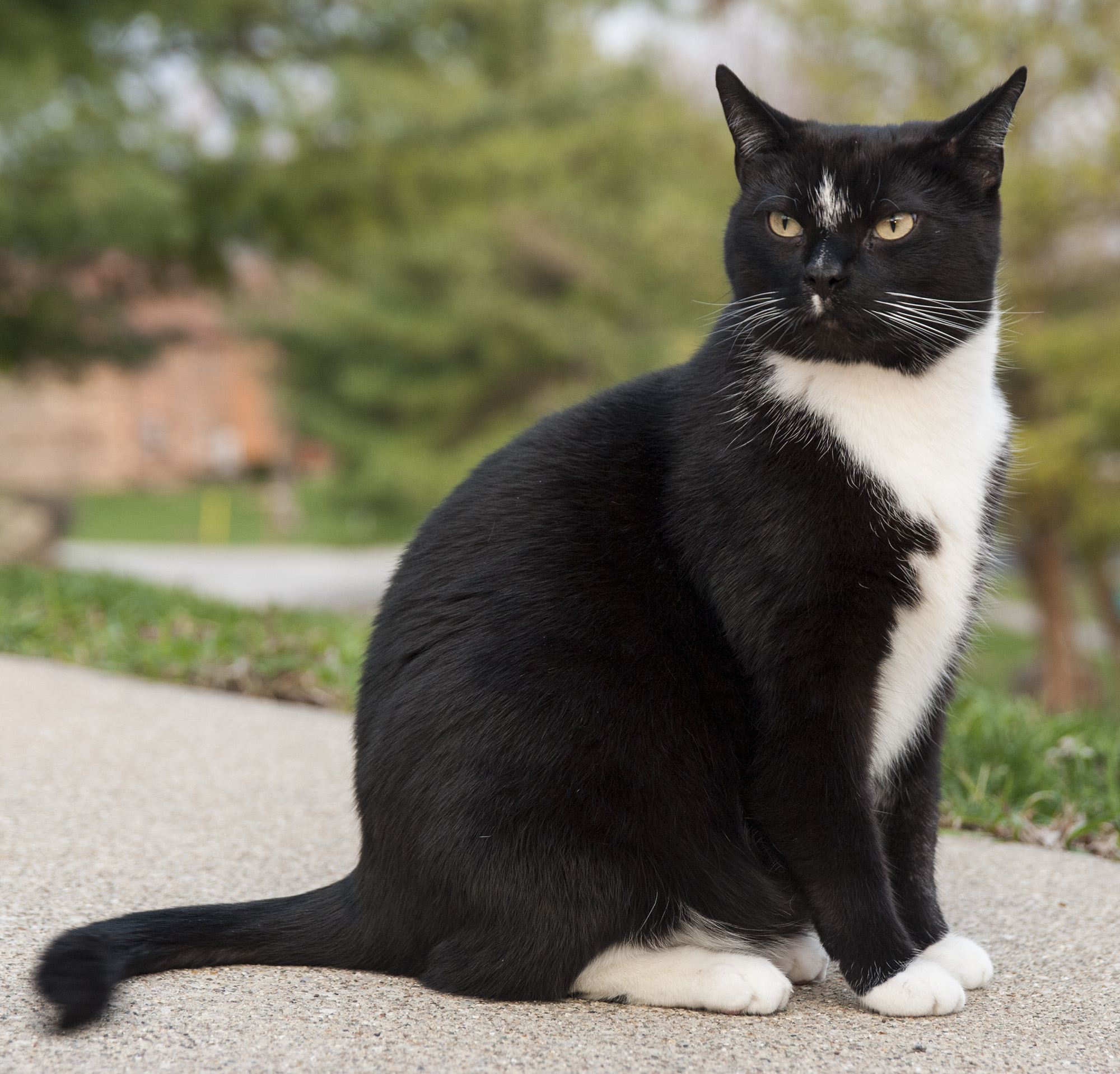
Ejemplo de un gato esmoquin

Un gato bicolor, también conocido como gato esmoquin (del inglés: Tuxedo), es un tipo de gato con pelaje blanco combinado con otro color, por ejemplo, negro sólido, atigrado o con un patrón de puntos. Los pelajes bicolores se encuentran en muchas razas de gatos, así como en gatos domésticos comunes de pelo largo y corto. Aunque comúnmente se asocia estos gatos con el patrón negro y blanco, también pueden presentarse en combinaciones de gris, plateado, o naranja. 

## Patrones del pelaje
La bicoloración en los gatos se clasifica en una escala del uno al diez, donde el uno significa que es completamente de color y el diez que es completamente blanco. También existen varios patrones con nombres propios.

### Patrón Van

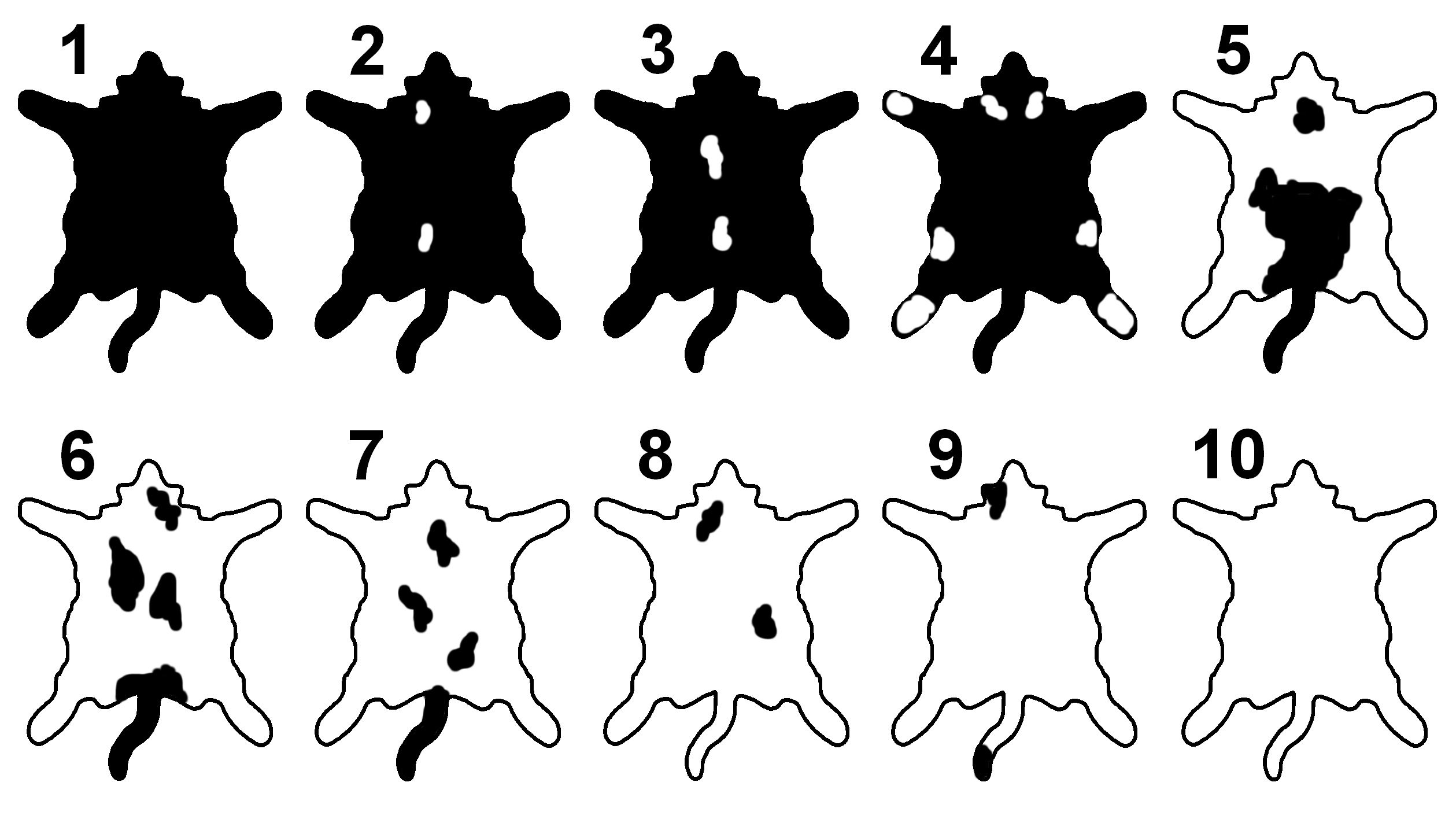
Tabla de clasificación bicolor, que va desde 1 (color sólido) hasta 10 (blanco sólido).

Los gatos con patrón «Van» son gatos bicolores, y son predominantemente blancos (generalmente más del 75% de su pelaje es blanco). Tienen color alrededor de las orejas y en la cola, separadas estas zonas por pelaje blanco. Pueden tener pequeñas manchas de color (aproximadamente del tamaño de una moneda) sobre la columna vertebral o alrededor de ella. El término «Van» proviene de la raza «Van Turco» (llamada así por el Lago Van), que es una raza bicolor con este patrón característico. Para los genetistas de animales, el patrón «Van» es conocido como el patrón «Seychelles» (Seychellois) y se clasifica en tres variantes: 
- Seychellois Neuvieme: blanco con la cola coloreada y manchas de color en la cabeza (el patrón clásico del Van Turco).

- Seychellois Huitieme: blanco con cola coloreada y manchas en la cabeza, más manchas adicionales de color en las patas.
- Seychellois Septieme: blanco con manchas de color en las patas y el cuerpo, además de las de la cabeza y la cola coloreada.

### Patrón Arlequin
Otro tipo es el gato bicolor con patrón arlequin. A este patrón de pelaje a veces se le llama «gato vaca». El pelaje con patrón arlequín es predominantemente blanco (generalmente entre un 50% y un 75% blanco), combinado con marcas de color en el cuerpo del gato, incluyendo su cabeza y cola. Este pelaje no tiene el patrón de color sólido como el pelaje tipo tuxedo. Los patrones arlequín presentan múltiples manchas de color en el cuerpo, que pueden estar unidas entre sí o ser más grandes, y/o una mancha en la cabeza que se extiende hasta la cara. Los pelajes arlequín tienen grandes manchas de color sobre un cuerpo blanco, con una máscara de color sobre la cabeza.

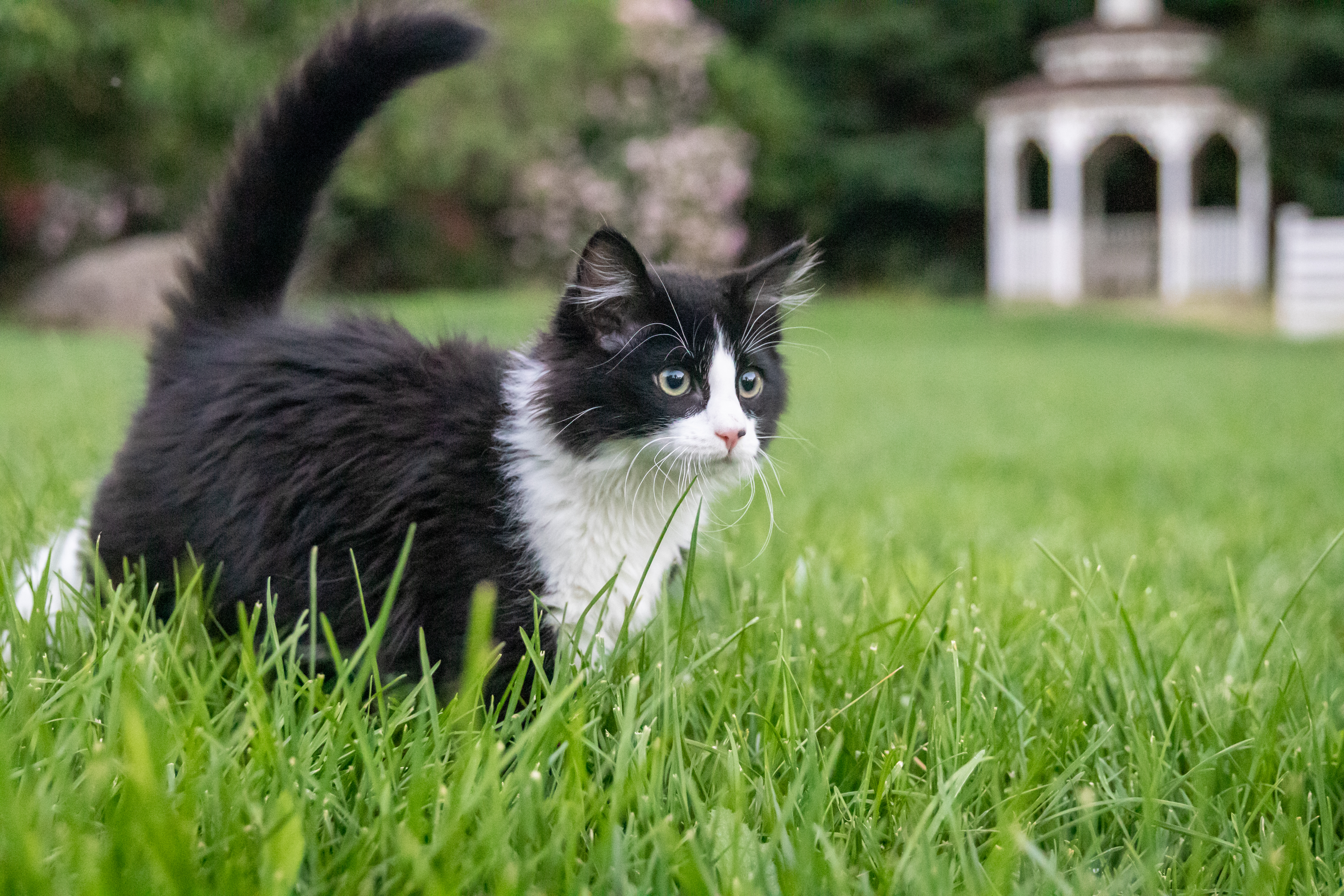
Patrón esmoquin.

### Patrón Esmoquin
Un gato con patrón de esmoquin (del inglés tuxedo) —también conocido como gato Félix o gato Julio— es un gato bicolor con manchas blancas de bajo grado (generalmente cerca del 25% del pelaje). El término «gato de esmoquin» se usa comúnmente para los gatos blanco y negro, aunque los gatos con este patrón pueden presentarse en todos los colores felinos. Se les llama así por su parecido con el traje formal de etiqueta, conocido en Estados Unidos y Canadá como tuxedo (esmoquin). 
Para que un gato sea considerado de «esmoquin», su pelaje debe ser mayormente de un color oscuro, con zonas blancas limitadas a las patas, el vientre, el pecho, la garganta y, a menudo, el mentón —y en algunos casos, la cola. Los gatos de esmoquin pueden parecer tener una perilla debido a la coloración negra en la mandíbula, el mentón y la parte inferior de la cara. También es común que tengan hocicos blancos o zonas blancas en la cara. La mayoría de los gatos de esmoquin son también «gatos con antifaz negro», con una franja blanca completa en la cara, nombre que se da a los gatos que, por su patrón facial, parecen llevar un antifaz negro sobre los ojos, y a veces sobre toda la cabeza. La distribución ideal del color es simétrica, y las zonas blancas son moderadas y limitadas a las áreas más estéticas.
En la mayoría de los registros felinos, el patrón de «esmoquin» no es un término oficial para clasificar las manchas blancas en gatos de exposición. El estándar o código usado para indicar las marcas blancas en la raza «Snowshoe», que equivale al patrón de manchas blancas conocido como  «esmoquin» entre los aficionados a este tipo de gatos.